# Michal Riszdorfer
Michal Riszdorfer (ur. 26 maja 1977 w Bratysławie) – słowacki kajakarz, dwukrotny medalista olimpijski, ośmiokrotny mistrz świata.
Urodził się w rodzinie węgierskiej. Wicemistrz igrzysk olimpijskich w Pekinie w 2008 roku w konkurencji K-4 (razem z bratem Richardem, Erikiem Vlčkiem i Jurajem Tarrem) i brązowy medalista cztery lata wcześniej w Atenach na dystansie 1000 m (w składzie tylko jedna zmiana, za Tarra - Juraj Bača). Zdobywca szóstego miejsca w K-2 na tym dystansie podczas igrzysk w Sydney. Jest czternastokrotnym medalistą mistrzostw świata w konkurencji kajaków, w tym ośmiokrotnym mistrzem.